# Eőry Ajándok
Eőry Ajándok (Budapest, 1946. május 3. – Budapest, 2020. július 11.) biológus, matematikus, orvos, akupunktúrás orvos, a hagyományos kínai orvoslás magyarországi úttörője. Nagy szerepe volt az orvostudomány által áltudománynak tekintett alternatív gyógymódok és a Meridián Torna hazai meghonosításában.

## Tanulmányai
1964-es felvételt és beiratkozást követően az Eötvös Loránd Tudományegyetemen a Természettudományi Karon nappali tagozaton – az Összehasonlító Élettani Tanszék égisze alatt végzett kutatások eredményeként – 1969-ben szerzett biológusi diplomát a harmadévesen elhatározott témájú, „Az akupunktúrás pontok elektromos ellenállásviszonyai és elektromos ellenállás-térképezése” című szakdolgozattal, ugyanott esti tagozaton 1974-ben alkalmazott matematikusi diplomát szerzett. Végül 1988-as beiratkozás után előbb vendéghallgatóként, majd nappali tagozaton járta ki és végezte el a Semmelweis Egyetemet, ahol 1996-ban vett át orvosi diplomát, míg 2002-ben háziorvosi szakvizsgát tett. Közben a Hagyományos Kínai Orvoslás (HKO) orvosa végzettséget szerzett előbb 1998-ban alapítványi keretek közt, majd 1999-ben a Haynal Imre Orvostovábbképző Egyetemen, végül 2000-ben a Szegedi Tudományegyetemen.

## Az orvostudomány különböző területein elért eredményei
Több mint ötven éven át foglalkozott hagyományos kínai orvoslással. 1970 óta tagja volt az MTA Biofizikai Társaságának. „Az akupunktúrás pontok bőr-elektromos viszonyai” témában biológus disszertációját summa cum laude védte meg, 1969-ben. Első cikke e tárgyból a Magyar Pszichológiai Szemlében látott napvilágot. Ebben kutatótársaival harminc 16–24 év közti ember teljes testfelületén végzett statikus bőrellenállásmérésük eredményeit közölték: a személyenként felvett 400 mérési pontból 56 különösen alacsony ellenállású, magas vezetőképességű, ún. „aktív” bőrpontot találtak, amelyek megfeleltek a keleti tűgyógyászat nemzetközi nómenklatúrájában (NPM) is szereplő akupunktúrás pontoknak; emellett meghatározták a testfelszín bőrellenállásviszonyait befolyásoló főbb biológiai tényezőket. Ezt követően a növényeken kimért alacsony ellenállású pontokról tartott előadást a Magyar Biológiai Társaság Botanikai Szakosztályában (1971. április 13-án, kivonatolva a Botanikai Szemlében), később infrakamerával detektálta ezen pontok megszúrásakor a növény felmelegedését. Közben matematikusi diplomájával a Nehézipari Minisztérium számítógép-központjában (szoftverfejlesztő) programozóként dolgozott. 1972-ben egyetemi doktori fokozatot szerzett (ELTE TTK).
1973-ban Greguss Pállal kilépett az amerikai nyilvánosság elé az akupunktúra holográfiás modelljével, majd a világon elsőként kidolgozta, és először német nyelven publikálta az akupunktúrás pontok bőrlégzés-mérési módszerét és első eredményeit (AKUPUNKTUR, Theorie und Praxis. 1977. 5:107-112., 5:115). Élen járt – a szovjet Tobiszkóp nyomában – a prototípusában már 1969-ben szabadalmaztatott, majd az 1973-as Budapesti Nemzetközi Vásáron bemutatott, az Orvosi Műszer Szövetkezett által legyártott hazai mérőműszer és diagnosztikai készülék, a bőr idegműködésének és átjárhatóságának széles körű vizsgálatára alkalmas Dermotest (majd a specifikusabb Dermotest III nevű „fényceruza”) kifejlesztésében. Az elektromos pontkereső eszköz határozott fényfelvillanással és csipogással mutatta adott helyen az ellenálláscsökkenést, értéke a műszer skálájáról volt leolvasható; továbbá egy Frenyó Vilmos növényfiziológus professzor (ELTE Növényélettani Tanszék) találmányi módszerével működő gázmintavevővel, a FREWIL-respirométerrel is fel volt szerelve, amely alkalmas volt adott bőrpont (anyagcserefüggő) széndioxid-kibocsátásának – aminek fokozott mértéke szintén megkülönböztető jegye az akupunktúrás pontoknak – rendkívül érzékeny mérésére. Ezen technológiához kapcsolódó laboratóriumi munkáiban – fényterápiás hasznosítási célhoz rendelten – később vizsgálta még kis teljesítményű hélium-neon (szoft)lézer (LHN-1) biostimulációs hatásait is. Elsőként vezette be a bőrellenállás-mérést az idegsérülések regenerációjának nyomkövetésére a kézsebészetben. Az 1970-es évek második felétől dolgozott és dolgozói lakást kapott az Állattenyésztési és Takarmányozási Kutatóközpont herceghalmi Állattenyésztési Kutatóintézetében, ahol módja nyílt az akupunktúra állatorvosi alkalmazásáról tapasztalatokat szerezni. 1978 folyamán tudományos főmunkatársként másodállásban dolgozik az MTA gépi szakirodalmi adatbázisok és lekérdezési rendszerek meghonosítását célzó Informatikai programjának előkészítő munkáiban.
1981-ben megvédte kandidátusi értekezését a „Biológiai folyamatok összefüggés-vizsgálatának új biometriai módszere (A path- és a compartment-analízis összekapcsolása)” témakörben (amelynek számos kapcsolódása van az akupunktúra kutatásaihoz), hivatalosan 1982-től szerezve meg a biológiai tudományok kandidátusa címet. A család Budapestre visszaköltözése után a nyolcvanas években a Gyógyszerkutató Intézet Számítástechnikai Osztályán dolgozott tudományos főmunkatársként. 1984 márciusában a Magyar Természettudományi Egyesületek Szövetségének tagegyesületén belül, a Magyar Biofizikai Társaságban – Tigyi József akadémikus indítványára – megszervezte a terület szakembereit tömöríteni és továbbképzést nyújtani hivatott Akupunktúra Munkacsoportot, aminek megalakulása óta és működése 1997 utáni beszüntetéséig titkára volt. Az évtized közepére Eőry Ajándok már többször megfordul Kínában és a biofizikai, számítástechnikai és rendszerszemléletű akupunktúra-kutatás jegyében számítógépes információs rendszert és ehhez a Munkacsoport által forgalmazott nemzetközi programcsomagot dolgozott ki, amely betegséghez kötötten adott részletes ajánlásokat kezelendő bőrpontokra, meghatározva azok anatómiai elhelyezkedését. 1985 októberében már angol nyelvű Nemzetközi Akupunktúra Munkaértekezletet rendeznek Budapesten, évente akupunktúrás továbbképzést szerveznek az Országos Reuma- és Fizioterápiás Intézetben P. J. Pöntinen finn professzor előadásaival, képzési célokra szakirodalmi cikkeket fordítanak, kiadványokat, összefoglalókat sokszorosítanak. A hetvenes évektől kezdődött sikeres amerikai alkalmazás tapasztalatainak példáján és annak felkarolásával az 1980-as évtized közepén az első között tett kezdeményező lépéseket az akupunktúra szenvedélybetegségek, különösen az alkoholizmus gyógyításában való bevezetésére (korai alkalmazási helyek: Alkoholelvonó Intézet Nagyfán, Országos Alkohológiai Intézet Kiskovácsiban működő osztálya). Már ebben az időszakban kutatni kezdte az akupunktúra magyarországi történetét (Feldmann Antal, Szarvasi tűtartó – 102. oldal).
Kimutatta, hogy a bőrlégzés jellegzetesen változik a tűbeszúrást követően kialakuló, terjedő meridiánérzéssel (megjelent franciául az „Acupuncture Informatique” könyv 10. fejezetében, 1986). 1986 őszétől az ekkor kecskeméti székhellyel megalakuló Magyar Természetgyógyászok Tudományos Egyesületének elnöke, majd 1987 decemberben lemond tisztségéről, miután a Budapesti Természetgyógyászok és Egészségvédők Tudományos Egyesülete a titkárává – egyúttal az egyesület Akupresszúra és akupunktúra-szekciója vezetőjévé – választotta. 1988 novemberében a Kínai–Magyar Baráti Társaság Hagyományos Kínai Orvoslás szekciójának elnökeként a Társaság állatorvosi akupunktúra munkacsoportjának létrehozására adott ki felhívást. 1989-ben kínaiul, kínai és amerikai társszerzőkkel 516 oldalas könyve jelent meg: „ACUPUNCTURE MERIDIAN BIOPHYSICS – Scientific Verification of the First Great Invention of China” (Csencsiu csinglo sengvu vulihszüe (Zhenjiu Jingluo Shengwu Wulixue)) címmel a Beijing Press kiadásában.
1988-ban az országos egészségügyi statisztikákra építő megtérülési számításokkal kidolgozott egészségbiztosítási koncepciója szerint a befizető állampolgároknak (35. életévük és a mindenkori nyugdíjkorhatár közötti időszakban) minden olyan év végén visszatérítés járna a biztosító kasszájából, amelyben nem betegedtek meg, az eltelt év során egészségesek tudtak maradni és nem vettek igénybe táppénzt. Elgondolását megküldte az Országos Társadalombiztosítási Főigazgatóságnak és a Hungária Biztosítónak is, de nem talált felkarolásra. Javaslata harminc évvel későbbi megújításának formulázásában az egészségügyi ellátást adott évben igénybe nem vevők válnának jogosulttá az év végén „bónuszra” (pl. egészségügyi hozzájárulásuk mérséklésére, nyugdíjkiegészítésre), ha az évente ismételt kontroll-vérkép, -vizeletvizsgálat és -vérnyomásmérés eredményei nem romlottak.
Eőry Ajándok szabadalma állt az 1989-es ősz BNV-jén bemutatkozó "Slank-klipsz" mögött, amit rövidesen forgalmazni is kezdtek a hazai piacon. A fülbevaló jellegű terméket (fülkagyló cimpás részére csiptethető, egyik végén hegyesebb kis műanyag karikát) egy csökkentett kalóriabevitelű (1200 kcal/nap), részletes és többopciós diétás étrend mellé kínálták hathetes kúraidőszakra, hogy a megfelelő fülakupunktúrás pont stimulálásával visszafogja a nyálelválasztást és gyomorsavtermelődést, egyben csillapítsa az éhségérzetet. Emellett népszerűsítette a tenyér reflexzónáit ingerlő kínai csikunggolyókat: a marokra szorítva egymás körül görgethető belülről spirálrúgóval és kisebb golyócskával preparált (jadekőből vagy krómozott acélból készült) két golyó napi félórás tenyérben pörgetése közben vibráció és dallamos hangkibocsátás előidézése mellett fejti ki többirányú terápiás hatását. Előbb a kapilláris-érszűkület pneumatikus frekvenciával való gyógyítása kórházi kísérleti adatainak elemzése, később az infrahanggal történő érgyógyítás szonoterápiás készülékén végzett mérések alapján a kezelések részbeni hatásossága és ígéretessége mellett foglalt állást.
1989. szeptemberben harminc akupunktúrával gyógyított személy fejenkénti 1000 forintos felajánlásával, Eőry Ajándok kuratóriumi elnökségével a hagyományos kínai orvoslás hatásvizsgálatára és tudományos kutatási eredmények alapján való elterjesztésére – csakhamar magyar orvosok hároméves szakirányú továbbképzésére – a Magyar Tudományos Akadémia jóváhagyásával létrehozott, pályázatokból és adományokból fenntartott, nonprofit „Egészség, Biztonság” Alapítvány keretében igyekeztek gyógyító centrumot létrehozni. Előbb egy magánlakásban, majd átmenetileg a Lukács Gyógyfürdő épületében, később Kőbányán a Gyömrői út 101. sz. alatt, egy korábban napközi otthonos bölcsődét-óvodát befogadó épületben rendezték be a „Hagyományos kínai gyógymódok klinikáját” „tíz-egynéhány” fekhellyel. Az Eőry Ajándok által vezetett intézményben – a vezetői hitvallás szerint egyenesen a gyógymód őshazájából – a Kínai Hagyományos Orvoslás Tudományos Akadémiájáról, az északkelet-kínai Harbinból érkező, ösztöndíjasi formában dolgozó és a megállapodás szerint eleinte háromhavonta cserélődő kínai orvosok végezték a hozzájuk fordulók ambuláns gyógykezelését (akupunktúrával, kínai masszázzsal, köpölyözéssel, moxálással, kínai gyógynövényekkel, légzésterápiával, csikungos gyógytornáztatással) és az érdeklődő hazai orvosok továbbképzését, gyakorlati oktatását. Az alapértelmezetten tízalkalmas kúrához a kezelési díjukat a betegek által bevallott jövedelmekhez arányosan állították be, míg munkanélküliek és 4000 forintnál alacsonyabb nyugdíjúak számára – a fenntartó alapítvány kuratóriumának címzett kérelem formai előírásával – az ellátást ingyenessé tették. A gyakorlat alapján a betegek 20-30%-a nem fizetett. Idővel a korábbi Láng Gépgyár angyalföldi, Váci út melletti telepének üzemi rendelőjébe költöztek (a Forgách utcánál).
Az Alapítvány szervezésében az 1990-es években vált rendszeressé az ingyenesen igénybe vehető „ötpontos” fülakupunktúrás leszoktató kezelés (hathetes, 20 alkalmas kúra, alkalmanként 30-45 perc) alkalmazása önkéntes jelentkezésű alkoholbetegeken és kábítószerfüggőkön: kínai orvosi rendelőben (egy amerikai orvosspecialista felügyeletével) és több megyeszékhelyen, továbbá a Péterfy Sándor utcai Kórház Alkoholgondozójában és a Magyar Máltai Szeretetszolgálat Moszkva téri Gondviselés Házában, valamint idővel a Babér utcai katolikus plébánián. Programjukat 1994-től már részben az Országos Egészségbiztosítási Pénztár támogatásával-finanszírozásával végezhették, rövidesen a Mentálhigiénés Programirodával kötött hosszútávú együttműködés keretében. Tervük volt a XIII. kerületben a rendszeres önkormányzati szociális segélyre várakozó érintettek szervezett kezelése is. Összességében Eőry Ajándok több mint 30 éven át alkalmazta és terjesztette a szenvedélybetegek elvonási tüneteinek csökkentésére alkalmas fülakupunktúrás addiktológiát, az „akudetoxot” (National Acupuncture Detoxification Association protokoll), amelyet Európában elsőként Magyarországon vezettek be.
Egy 1991 novemberi felhívás kibocsátását követően – és a Népjóléti Minisztérium államtitkárától kapott engedély birtokában – évtizedeken át népszerűsítette és ingyenesen terjesztette a gyermekkori szempanaszok elkerülésére és enyhítésére, az iskoláskorban kialakuló rövidlátás megelőzésére és a felnőttkori szemgyengeség kialakulási idejének kitolására hivatott kínai akupresszúrás szemmasszázst magyarországi iskolákban (ebből írta orvosi disszertációját). Alapítványa a kínai mintára napi 3-10 percnyi ráfordítással mindenkinek saját kezűleg az arckoponyán elvégezhető négygyakorlatos masszírozás betanítását térítésmentesen vállalta mindenekelőtt Budapesten, hogy azt pedagógusok önkéntesen jelentkező és írásbeli szülői beleegyezéssel rendelkező iskolásokkal vagy nagycsoportos óvodásokkal végeztethessék, emellett oktató videókazettát („Szem-pontok” címmel) és szóróanyagokat is készítettek és terjesztettek. Szintén társadalmi célkitűzésként népszerűsítette anyatejprogramját, a szoptató édesanyák tejhozamát fokozó (laktogén), tejfakasztó akupunktúrát. Továbbá gyógyító légzés oktatását végezték diagnosztizált rákbetegeknek, nagycsaládos egyesületi tagoknak díjmentesen.
2013-ig 114 tudományos munkája és ebből 87 természetgyógyászati szakirodalmi tudományos előadása és publikációja jelent meg. 1989-től 2011-ig a Magyar Akupunktúra és Moxatherápiás Egyesület elnöke volt, amely az akupunktúraképzés és -továbbképzés szakmai alapokra helyezése és kiszámíthatóbbá-megbízhatóbbá tétele érdekében jött létre és a pekingi székhelyű világszövetségben, a World Federation of Acupuncture and Moxibustion Societies-ben (WFAS) a magyar képviselet szerepét töltötte be.
1997-től a népjóléti miniszter honoris causa kinevezésével akupresszúra tárgykörben ETI vizsgáztató. 1998-ban a HIETE-n az akupunktúrában jártasságról eredményes vizsgát tett. Időközben elnöke lett az 1987-ben megalakult Magyar Akupunktúrás Orvosok Társaságának.
1999 májusától a Tajvanon működő, a Kínai Orvoslás és Gyógyszerészet Globális Fejlődését Kutató Intézet (The Research Institute for Global Development of Chinese Medicine and Pharmacology) a kínai orvoslás világelitje tagjaként tartja számon.[forrás?] Ugyanezen intézet 1999 decemberében alelnökévé választotta. Az 1999-2000-es tanévben a képzés 1-2. szemeszterében a „Hagyományos kínai orvoslás (akupunktúra)” című, majd 2007 és 2019 között a képzés 8. szemeszterében „A hagyományos kínai orvoslás alapjai” című kreditpontos, szabadon választható tárgyat adta elő heti 2 órában a Semmelweis Egyetemen magyar és angol nyelven.
2016-tól haláláig az Egészségügyi Szakmai Kollégium 32. számú, Komplementer Medicina Tagozatának tagozatvezető tisztségét töltötte be.

## Népegészségügyi programja
Az „Élj száz évet egészségesen!”-mozgalom jegyében betanító demonstrációval egybekötött előadásokon 2007 óta ingyenesen népszerűsítette a naponta 20-30 percet igénybe vevő, az akupresszúrás pontmasszázst, a hasi légzést és a láberősítést kombináló „3-1-2 meridiántorna” (Zhu Zhong Xiang professzor védjegyzett mozgássora) bárki számára könnyen elsajátítható és gyakorolható, otthon is végezhető gyakorlatait. Külön ingyenes klubvezetői tanfolyamot is tartott, amelynek nyomán vizsgázott lelkes önkéntesek vezetésével 2012-ben már az ország 70 pontján végezték csoportosan, míg két évvel később már 110 ingyenes gyakorlóhely működött, szinte minden nagyvárosban, 2015-ben Budakalászon már Kárpát-medencei 3-1-2 Meridián Klubok Találkozóját is megrendezték. Az alapítói etikai kódex szerint senki nem fogadhat el pénzt a tornáztatásért, ezáltal a helyszínek bérleti díjára sem. Az immunerő és a kreativitás növelése, a stresszoldás, azaz az egészség- és életerőmegőrzés, betegségmegelőzés érdekében, egyben a gyógyszerek nélküli öngyógyítás jegyében a kínai orvosláson alapuló program keretében Budapesten jelenleg 83, vidéken 162, határainkon túl pedig 11 helyen, Ausztriában, Szlovákiában és Romániában működnek „3-1-2 meridiántorna”-klubok, és ezekben mintegy 10-15 ezer ember vesz részt.
Eőry Ajándok népegészségügyi programjának további elemeként ötletgazdaként nevéhez fűződik a „Szent Péter esernyője”-program mint életvédő kezdeményezés, amely megoldást biztosít a kényszerhelyzetben lévő, elkeseredett, leendő édesanyák számára gyermekük biztonságos és névtelen elhelyezésére. A babamentő inkubátorokhoz kiegészítő alternatívát kereső modellkísérlet első megvalósított változatát 2012. december 29-én avatták fel: a kistarcsai katolikus plébánia bejáratánál egy félreesőbb, feltűnésmentesen megközelíthető helyen egy erdélyi asztalos által készített és felajánlott fedett, jászolszerű faházikót avagy „oltalomkápolnát” (jelképesen egy piros, mikszáthi „kifeszített esernyővel” a tetején) benne a nem-kívánt újszülötteket befogadó kibélelt vesszőkosárkával. Az egyházilag felszentelt építmény mottófelirata szerint ezáltal méltó módon „a Szűz Anya oltalmába adható” a csecsemő, amelyről le kell mondjon az édesanyja. Technikailag a mózeskosaras fülke üveges ajtajára felszerelt megszakításos érzékelő riasztja a plébániai őrző-védő szolgálatot, hogy mielőbb a közeli kórházba kerülhessen a gyermek – onnan, ha az anya nem jelentkezik hat hétig, állami gondozásba illetve örökbefogadó szülőkhöz. Az egészségügyért felelős államtitkár levélben méltatta a kezdeményezést, amit Eőry Ajándok szeretett volna kiterjeszteni az egész Kárpát-medencében. A nagyon hasonló kialakítású következő – hőszigetelt, polárpléddel ellátott – csecsemőmentő „életkápolna” 2014 júniusában Litéren létesült a katolikus templom előtt egy helyi házaspár segítségével; emellett Csepelen az orvosi rendelőben alakítottak ki egy ökumenikus teret ilyen célra.

## A szegények orvosa – a hajléktalanok gyógyítója
Miután korábban már önkéntesként segített a szervezetnek, 1996-tól a Magyar Máltai Szeretetszolgálat (MMSz) MMSz orvosa lett. 
1996-97-ben ugyanis a Magyar Máltai Szeretetszolgálat kísérleti fővárosi mozgóállomást hozott létre hajléktalan szenvedélybetegek kezelésére, a gyakorlat alapján hamar szegény, idős, vagy fedél nélküli emberek ellátására. A budapesti központ egészségügyi szolgálatának élére kerülő Eőry Ajándok nevével és személyével összeforrott és mozgó orvosi rendelőként (MOR) állandósuló mentőautós műszakhoz télen szendvicset, teát és felajánlott takarókat, segélycsomagokat osztó kisbusz is csatlakozott; később a melegedő- és szállókra irányítás terén munkamegosztás alakult ki köztük és utcai szociális munkások illetve a Menhely Alapítvány között. Legalább hetente kétszer – telente hétfőtől szombatig naponta – esténként 18 órától járták Budapest forgalmas csomópontjait (időszakonként változóan: Móricz Zsigmond körtér, Batthyány tér, Déli pályaudvar, Ferenciek tere, Nyugati tér, kelenföldi városközpont, Moszkva tér), és menet közben friss bejelentések helyszíneit is célba vették, sürgős eseteket beszállítással detoxikáló állomáson vagy kórházban próbáltak elhelyezni, változó fogadtatással, akár éjszakába nyúló kísérletekkel. A „kihelyezett háziorvosi rendelőben” a sorban álló panaszosoknak a mentőkocsiban nyilvántartási-naplózott orvosi vizsgálat, kötszeres, kenőcsös és egy napra szóló gyógyszeres (akár védőoltásos) ellátás, vitaminok és fokhagymagerezdek osztása járt; ez telente kiegészült szeretetszolgálati vagy civil forrásból származó kisebb ruha- és édességadományokkal. 2000 nyarától egy Kolosy téri pékség az aznap eladatlan kenyérfélét és péksüteményt is felajánlotta kiosztási célra. 2004 körül már heti egyszer a Duna árterületi szakaszán viskókban élőket is felkeresték. Az ellátást erősítendő évente várták önkéntes orvosok és ápolók jelentkezését egyre amortizálódó mentőautó céljára átalakított alapítványi kisbuszukba. (Ld. pl. apróhirdetések az Új Emberben: 1999 augusztusában, 2000 októberében, 2001 augusztusában és decemberében.)
Mindezek nyomán ország egyetlen főállású (akupunktúraspecialista) hajléktalandoktoraként hamar ismertté és kedveltté lett az utcán élők körében, télen a feltűnő piros MMSz-kabátban, kötött jambósapkában és fehér nadrágban. Neve fogalom lett, amihez utcai páciensei között és a szélesebb társadalmi nyilvánosságban olyan közmondásos ragadványnevek tapadtak, mint: Aján-Doki, Dr. Zarándok, Ajándék-doktor, Fokhagymás Doki, Tűszúrásos Doktor, Fehérruhás Őrangyal, „a szegények orvosa”, „a hajléktalanok gyógyítója”.

## A kínai-magyar kapcsolatok ápolásában játszott szerepe
Részt vett a kínai–magyar kapcsolatok ápolásában, szorosabbra fűzésében az orvoslás, gyógyászat területén. Ennek egyik fontos eredménye, hogy 2016-ban Közép- és Kelet-európai Hagyományos Kínai Gyógyászati, Oktató- és Kutatóközpont budapesti létrehozásáról is szóló szándéknyilatkozatot írt alá Rétvári Bence, az Emberi Erőforrások Minisztériumának parlamenti államtitkára és Wang Kuo-Csiang kínai egészségügyi és családtervezési miniszterhelyettes.

## Magánélete
1972-ben kötött házasságot Székely Zsuzsannával, hat gyermekük és 11 unokájuk született.

## Díjak, elismerések
- „A kárpát-medencei magyarság egészségügyéért tett kimagasló hozzájárulásáért”-emlékplakett (2000)
- „Természetgyógyászatért”-díj (2000)[164]
- „A Természetgyógyászati Akadémián az oktatásban kifejtett kimagasló munkájáért”-emléklap (2001)
- a pekingi Meridián Kutató Központ emlékplakettje (2006)
- az Indiai Akupunktúra Tudomány Akadémia kitüntetése (2006)
- „Pro Natura et Vita” életműdíj (2007)
- Batthyány-Strattmann László-díj (2007)[165]
- Árpád Pajzsa (2011)[166]
- Önzetlen Odaadó Munkáért Díj (2012)[167]
- Magyar Érdemrend Tisztikeresztje - polgári tagozat (2013)[168]
- Az Év Orvos-természetgyógyásza (2013)
- "Elige Vitam – Válaszd az Életet"-díj miniszteri kitüntetés (2014)[169]
- Csopak Község Díszpolgára (2014)[170]

## Művei
- Akupresszúra; Magyar Természetgyógyászok Tudományos Egyesülete, Kecskemét, 1988
- Zhou Yong–Eőry Ajándok–Orosz Miklós: Kong Jin Qi Gong kínai gyógytorna. Az öngyógyítás művészete; Magyar-Kínai Baráti Társaság Hagyományos Kínai Orvosi és Harcművészeti Szekció, Bp., 1990
- Akupresszúra; 5. átdolg., bőv. kiad.; Egészség Biztonság Alapítvány, Bp., 1996
- A kínai masszázs hatása az iskoláskori rövidlátásra; Egészség Biztonság Alapítvány, Bp., 1996
- Kiegészítés a természetgyógyászati alapismeretekből vizsgázók számára; Egészség Biztonság Alapítvány, Bp., 1997
- Test- és fülakupresszúra. Készült az ETI vizsgakövetelményeinek megfelelően; Egészség Biztonság Alapítvány, Bp., 2001
- Test- és fülakupresszúra feladatgyűjtemény; szerk. Szarka Péter; Egészség Biztonság Alapítvány, Bp., 2005
- Test- és fülakupresszúra; szerk. Szarka Péter; 3. jav., bőv. kiad.; Egészség Biztonság Alapítvány, Bp., 2005
- Minden út Istené. Eőry Ajándokkal beszélget Halász Zsuzsa; Kairosz, Bp., 2007 (Miért hiszek?)
- Az isteni szív végartériáin; Kairosz, Bp., 2009
- Itt még a Jóisten is magyar; Könyvfakasztó, Bp., 2010
- Eőry Ajándok–Szarka Péter: Test- és fülakupresszúra feladatgyűjtemény; 4. jav. kiad.; Egészség Biztonság Alapítvány, Bp., 2010 + DVD
- Ne ítélj, itt élj!; Kairosz, Bp., 2011
- Eőry Ajándok–Eőry Emese–Eőry Ajándék: Útmutató a fülakupunktúrás addiktológiához; Magyar Akupunktúra és Moxatherápiás Közhasznú Egyesület, Bp., 2011
- Test- és fülakupresszúra; 7. jav. kiad.; Hagyományos Kínai Orvoslás Kft., Bp., 2012
- Élj 100 évet egészségesen. Gyakorlati útmutató és beszámolók DVD melléklettel; Hagyományos Kínai Orvoslás Kft., Bp., 2013
- A jellemmegtartó erő; Kairosz, Bp., 2013
- A test- és fülakupresszúra tankönyve; Hagyományos Kínai Orvoslás Kft., Bp., 2014
- Hőkamerával az akupunktúra nyomában; Kairosz, Bp., 2015
- Akupunktúra. Bevált és különleges pontkombinációk; Kairosz, Bp., 2017
- Új utak az akupunktúrás gyógyításban. Akupunktúra bőrfelszín feletti extra meridiánokkal: rézdrótos pontösszekötések; Kairosz, Bp., 2018